# Lomographa argentata
Lomographa argentata är en fjärilsart som beskrevs av William Schaus 1911. Lomographa argentata ingår i släktet Lomographa och familjen mätare. Inga underarter finns listade i Catalogue of Life.